# Teodora Drăgoescu
Teodora Drăgoescu (* 6. Dezember 1986 in Hunedoara) ist eine rumänische Fußballspielerin. 

## Karriere

### Verein
Drăgoescu begann ihre Karriere mit sieben Jahren in Rumänien beim CFR Regal Bucuresti. Nachdem der Verein 2001 aufgelöst wurde, schloss sie sich SN Constanța an. Dort blieb sie bis zu ihrem 18. Lebensjahr und wechselte nach ihrem Abitur im Frühjahr 2002 zum Rekordmeister CFF Clujana Cluj-Napoca. In Cluj-Napoca wurde sie Leistungsträgerin und gewann bis Sommer 2009 sechs Meisterschaften sowie viermal den Pokaltitel. Nach rund sieben Jahren auf Profi-Ebene für Clujana, wechselte sie nach Zypern zum Apollon Limassol. Dort wurde sie zweifache Meisterin und nahm wie zuvor bei Cluj-Napoca, an der UEFA Women’s Champions League teil. Sie blieb drei Jahre auf Zypern, bevor sie sich im Sommer 2012 dem deutschen Regionalligisten TSV Schott Mainz anschloss.

### Nationalmannschaft
Drăgoescu spielt in der Rumänischen Fußballnationalmannschaft der Frauen und gab ihr A-Länderspieldebüt am 10. August 2003 gegen Malta.